# Историја Омана

### Рана историја
Оман је усвојио ислам у 7. веку, за живота исламског пророка, Мухамеда. Ибадизам, облик ислама, различит од шиитског ислама, као и од сунитског, је постао доминантна верска секта у Оману до 8. века. Оман је једина земља у исламском свету, са већинском Ибади популацијом. Ибадизам је познат по „умереном конзервативизму“. Једна од карактеристика Ибадизма је избор владара консензусом заједнице.
Контакт са Европом је почео 1508, када су Португалци освојили делове обалског региона Омана. Португалски утицај је доминирао више од једног века, са само кратким прекидом од стране Турака. Утврђења изграђена за време португалске окупације се и данас могу видети у Мускату.
Осим у периоду када га је Иран освојио, Оман је био независна држава. Након што су Португалци избачени 1650, и за време отпора персијским покушајима успостављања хегемоније, султан Омана је проширио своја освајања на Занзибар, друге делове источне обале Африке, и делове јужног Арапског полуострва. У овом периоду, политичко вођство је прешло са Ибади имама (бираних религијских вођа) на наследне султане, који су своју престоницу поставили у Мускат - а раније су за државу коришћена и алтернативна имена: Мускат, и Мускат и Оман. Владари Муската су успоставили трговачке испоставе на персијској обали, а имали су и одређени степен контроле над обалом Макре (данас део Пакистана). До раног 19. века, Оман је био најмоћнија држава у Арабији и на источноафричкој обали.

### Европска доминација
Већину ових прекоморски поседа је освојило Уједињено Краљевство, и до 1850, Оман је постао изолована и сиромашна држава.
Оман је био повод француско-британског ривалитета током 18. века. Током 19, века, Оман и Уједињено Краљевство су успоставили неколико споразума о пријатељству и трговини. 1908. Британци су потписали договор о пријатељству. Традиционална повезаност две земље је потврђена 1951. кроз нови споразум о пријатељству, трговини, и навигацији којим је Уједињено Краљевство признало Султанат Оман као потпуно независну државу.
Када је султан Саид ибн Султан ел Бусаид умро 1856, његови синови су се сукобили око наследства. Због овог сукоба, царство је - помоћу медијација британске владе - подељено 1861. у два одвојена принципата: Занзибар (са својим источноафричким територијама), и Мускат и Оман. Занзибар је плаћао годишњу субвенцију Мускату и Оману, до стицања независности 1964. године.

### Рани 20. век
Током касног 19. и раног 20. века, султан у Мускату се суочио са побуном чланова Ибади секте у унутрашњости Омана. Ова побуна је била концентрисана око града Низве, који је тражио да њиме влада искључиво његов религиозни вођа, Имам Омана. Овај сукоб је привремено разрешен Себским споразумом.
Сукоб се поново распламсао 1954, када је нови имам повео спорадичну петогодишњу побуну. Побуњеници су поражени 1959, уз британску помоћ. Султан је тада укинуо Себски споразум, као и канцеларију имама. Раних 1960-их, имам је у егзилу у Саудијској Арабији стекао подршку својих домаћина, као и других арапских влада, али је ова подршка прекинута 1980-их.
Године 1964, је почео Дофарски рат сепаратистичком побуном у Провинцији Дофар. Уз помоћ комунистичких и левичарских влада, као што је влада бившег Јужног Јемена (Народна Демократска Република Јемен), побуњеници су формирали Дофарски ослободилачки фронт, који се касније спојио са Народним фронтом за ослобођење Омана и Арабијског залива (ПФЛОАГ), којим су доминирали марксисти. ПФЛОАГ је као циљ декларисао збацивање свих традиционалних режима Персијског залива. Средином 1974, бахреински огранак ПФЛОАГ-а се успоставио као одвојена организација, а омански огранак је променио име у Народни фронт за ослобођење Омана (ПФЛО), наставивши Дофарски рат.

### Владавина султана Кабуса
Године 1970, Кабус ибн Саид ел Саид је збацио свог оца, Саида бен Тајмура, који је касније умро у егзилу у Лондону. Од тада, Ал Саид влада као султан. Нови султан се сукобио са побуњеницима у држави погођеној ендемском болестима, неписменошћу, и сиромаштвом. Једна од првих мера новог султана је било укидање многих оштрих рестрикција које је његов отац увео, а због којих су хиљаде Оманаца напустиле земљу, и понуда амнестије противницима претходног режима, од којих су се многи вратили у Оман. Такође је успоставио модерну структуру државне управе, и започео велики развојни програм како би унапредио образовне и здравствене институције, изградио модерну инфраструктуру, и развио природне ресурсе земље.
У напору да сузбије побуну у Дофару, султан Кабус је проширио и опремио оружане снаге, и понудио амнестију свим околним побуњеницима, док је у Дофару оштро водио рат. Добио је директну војну подршку од Уједињеног Краљевства, Ирана, и Јордана. До ране 1975, герилци су били сабијени на територију ширине 50 km², близу јеменске границе, а убрзо затим и поражени. Претња ПФЛО-а је још више умањена успостављањем дипломатских односа између Јужног Јемена и Омана, октобра 1983. Јужни Јемен је затим значајно смањио пропаганду и субверзивне активности усмерене против Омана. Крајем 1987, Оман је отворио амбасаду у Адену, у Јужном Јемену, и поставио првог сталног амбасадора у овој земљи.
Од доласка на власт 1970, султан Кабус је балансирао племенским, регионалним, и етничким интересима приликом састављања државне администрације. Савет министара, који функционише као кабинет, се састоји од 26 министара, које све директно поставља Кабус.Маџлис Ал-Шура (Саветодавни савет) има мандат да врши ревизију закона који се тичу економског развоја, и социјалних служби, пре него што ступе на снагу. Маџлис Ал-Шура може да позове министре на рапорт. Септембра 2000, око 100.000 оманских мушкараца и жена је у Маџлис Ал-Шуру изабрало 83 кандидата, укључујући и две жене.
Даље, децембра 2000, султан Кабус је поставио 48-члани Маџлис Ал-Довла, или Државни савет, у коме седи пет жена, а који делује као горњи дом у оманском дводомном представничком телу.
Новембра 1996, султан Кабус је представио народу „Основне статуте државе“, први писани „устав“ Омана. Овај устав гарантује разна права у оквиру куранског, и обичајног права. Такође је делимично оживео дуго неактивне мере против сукоба интереса, забранивши министрима да имају положаје у јавним предузећима. Можда најзначајније, овај устав поставља правила за одређивање Кабусовог наследника.
Оман има стратешки важан положај у Хормуском мореузу, на улазу у Персијски залив, 35 mi (56 km) далеко од Ирана на супротној страни. Оман има бриге везане за регионалну стабилност и безбедност, услед тензија у региону, близине Ирана и Ирака, и потенцијалне претње политичког ислама. Оман је задржао дипломатске односе са Ираком током Заливског рата иако је подржао Уједињене нације пославши контингент трупа у коалиционе снаге. Осим тога, како од 1980, Оман и Сједињене Државе имају споразум о војној сарадњи, који је ревизиониран и обновљен 2000, Оман је такође већ дуго времена активан учесник у мировном процесу за Блиски исток.
Након Напада 11. септембра 2001. влада Омана је на свим нивоима пружила подршку коалицији против тероризма, коју су организовале САД. Оман је потписао већину споразума Уједињних нација против тероризма.
Ал Саидов снажни програм модернизације је отворио земљу спољашњем свету, и очувао је дуготрајне политичке и војне везе са Уједињеним Краљевством. Умерена и независна спољна политика Омана, тежи да одржава добре односе са блискоисточним државама.

## Султани Омана
- Саид ибн Султан (20. новембар 1804 — 4. јун 1856) — (Султан Муската и Омана)
- Туваини ибн Саид (19. октобар 1856 — 11. фебруар 1866)
- Салим ибн Туваини (11. фебруар 1866. - октобар 1868)
- Азан ибн Кваис (октобар 1868. - 30. јануар 1871)
- Турки ибн Саид (30. јануар 1871 — 4. јун 1888)
- Фајзал ибн Турки (4. јун 1888 — 15. октобар 1913)
- Тајмур ибн Фајзал (15. октобар 1913 — 10. фебруар 1932)
- Саид бен Тајмур (10. фебруар 1932 — 23. јул 1970)
- Кабус ибн Саид ел Саид (23. јул 1970 — 10. јануар 2020)
- Хајтам Бин Тарик Ал Суад (10. јануар 2020 —)